# 吴士宏
吴士宏（1957年5月10日—），女，北京人，有蒙、满、汉三族血统。吴士宏曾任职于IBM、微软、TCL集团等企业，并曾担任TCL常务董事等重要职位。

## IT产业时期
原为北京市宣武区椿树医院一名医护人员，1985年获自考英语专科文凭，通过外企服务公司进入IBM公司，从沏茶倒水、打扫卫生的小角色做起，曾任大客户销售代表、销售经理、IBM华南地区市场经理，后于1995年任IBM华南分公司总经理。1997年出任IBM中国销售渠道总经理。1998年2月转投微软任中国公司总经理。
1999年12月进入TCL集团，受聘为TCL集团有限公司常务董事、副总裁。在位期间带领TCL向IT发展，但业绩未如理想，最终迫于压力于2002年12月1日以心脏病为理由辞职。

## 非IT产业时期
离开TCL以后吴士宏淡出公众视线，参与外文书籍翻译工作。于2006年发表译作《如何改变世界》。后来吴士宏又翻译了孟加拉银行家尤努斯的自传《穷人的银行家》。
2005年TCL进行股改，吴士宏反对参与并抛出1008万股TCL股份。2006年4月19日，TCL集团发布公告称其股份已转让给10名自然人股东。2007年吴士宏重返TCL，出任TCL多媒体公司董事会独立非执行董事及公司审核委员会及薪酬委员会成员。

## 评价
吴士宏的英语是自学的，其进入IBM也是靠自身努力。在2000年左右的互联网产业发展高峰期中，吴士宏曾作为自我奋斗的成功榜样受到年轻人的追捧。她写的书《逆风飞飏》1999年10月出版，曾连续10个月名列畅销榜。
后来有人分析，她在事业高峰期并未有进修以提高自己的职业素质，并最终导致其脱节于互联网产业。她在TCL时期的管理失误导致TCL的IT产业发展的失败，并在一定程度上导致TCL开始走下坡路，但亦有人觉得当时产业潮流导致其很难摆脱那样的命运。